# Six Jours de Breslau
Les Six Jours de Breslau, das Sechstagerennen von Breslau, sont une course de six jours, organisée dans la Halle du Centenaire de Wrocław, à Breslau, lorsque la ville appartenait encore à l'Allemagne. Huit éditions sont organisées de 1921 à 1931.

## Palmarès
| Année   | Vainqueur                             | Deuxième                           | Troisième                            |
| ------- | ------------------------------------- | ---------------------------------- | ------------------------------------ |
| 1921    | Willy Lorenz Eugen Stabe              | Karl Saldow Willy Techmer          | Hermann Packebusch Arthur Stellbrink |
| 1922-23 | Non-disputés                          | Non-disputés                       | Non-disputés                         |
| 1924    | Willy Lorenz Franz Krupkat            | Giuseppe Oliveri Alessandro Tonani | Richard Golle Eugen Stabe            |
| 1925    | Non-disputés                          | Non-disputés                       | Non-disputés                         |
| 1926    | Ernst Feja Piet van Kempen            | Aloïs Persyn Jules Verschelden     | Fritz Knappe Willy Rieger            |
| 1927    | Charles Lacquehay Georges Wambst      | Paul Kroll Werner Miethe           | Fritz Bauer Oskar Tietz              |
| 1928    | Costante Girardengo Willy Rieger (de) | Charles Lacquehay Georges Wambst   | Lothar Ehmer Georg Kroschel          |
| 1929    | Emil Richli Willy Rieger (de)         | Lothar Ehmer Georg Kroschel        | Fritz Knappe Werner Miethe           |
| 1930    | Paul Buschenhagen Piet van Kempen     | Erich Junge Jan Pijnenburg         | Karl Goebel Willy Rieger             |
| 1931    | Willy Rieger (de) Piet van Kempen     | Adolf Schön Jan Pijnenburg         | Fritz Preuss Paul Resiger            |